# Berrugas (Colombia)
Berrugas es un centro poblado del departamento de Sucre, Colombia. Ubicado en el litoral del Golfo de Morrosquillo. Funciona como principal puerto del municipio de San Onofre y es en donde atracan muchos de los pesqueros del Archipiélago de San Bernardo.

## Vía de comunicación
Desde la Cabecera municipal de San Onofre (Sucre), se toma una vía hacia el occidente hasta la llamada Ye de Berrugas-Rincón, el cual se dobla sentido mano izquierda para llegar a este centro poblado.

## Antecedentes históricos
Desde su fundación, la agricultura y la ganadería fueron las principales actividades económicas desarrolladas en la región. En el siglo XIX, era famosa esta zona por la producción de arroz. El puerto principal para la comunicación y el comercio con la ciudad de Cartagena y demás pueblos con que contaba San Onofre de Torobé, era el de Berrugas, el cual en 1825 tenía 70 casas aproximadamente.

## Actividades Económicas
La belleza de las playas de Berrugas, Rincón, Chichimán y Sabanetica, al igual que la cercanía con el Archipiélago de San Bernardo hace de éste sector un atractivo turístico para propios y visitantes, además de constituirse en una fuente generadora de empleo. 